# Base navale de Beyrouth
La base navale de Beyrouth (arabe : قاعدة بيروت البحرية Kaidat Beirut al Bahriyah) est la principale ainsi que la première base navale libanaise. Située dans le premier bassin du port de Beyrouth, elle a été fondée en 1950 et abrite le quartier général des Forces navales libanaises.